# Giby (gmina)
Giby (daw. gmina Pokrowsk) – gmina wiejska w województwie podlaskim, w powiecie sejneńskim. W latach 1975–1998 gmina położona była w województwie suwalskim.
Siedziba gminy to Giby (daw. Dziemianówka).
Według danych z 30 czerwca 2008 gminę zamieszkiwały 2952 osoby.

## Struktura powierzchni
Według danych z roku 2005 gmina Giby ma obszar 323,57 km², w tym:
- użytki rolne: 18%
- użytki leśne: 76%

Gmina stanowi 37,8% powierzchni powiatu.

## Demografia

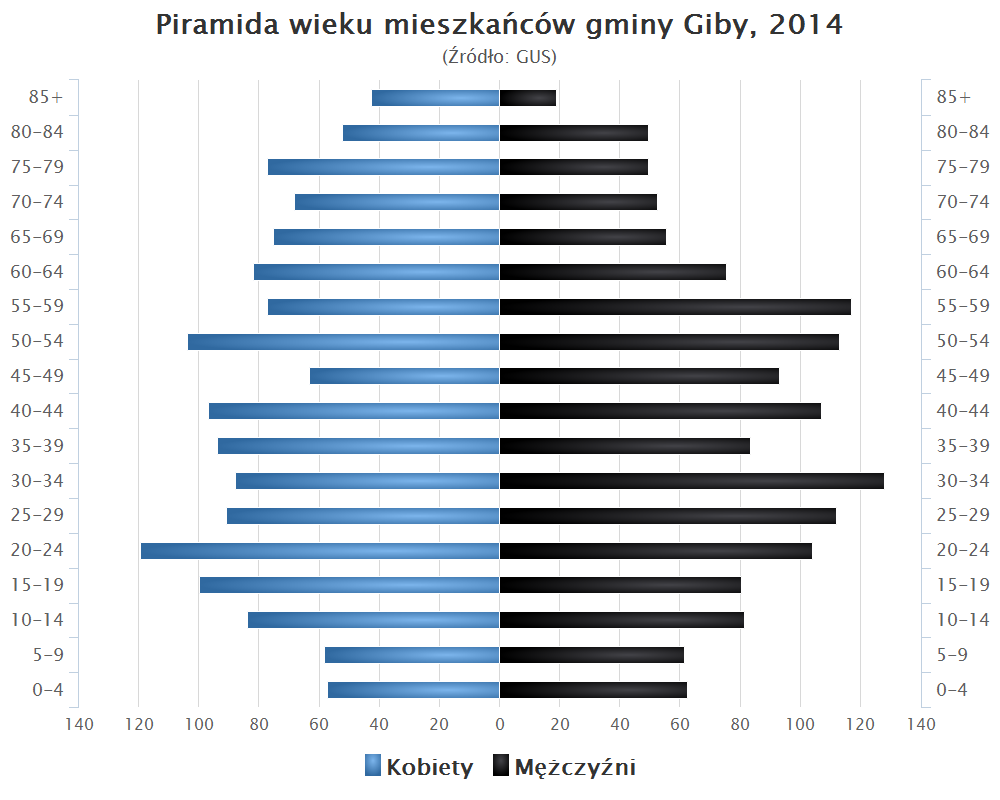
Piramida wieku mieszkańców gminy Giby w 2014 roku

Dane z 30 czerwca 2008:
| Opis                              | Ogółem | Ogółem | Kobiety | Kobiety | Mężczyźni | Mężczyźni |
| --------------------------------- | ------ | ------ | ------- | ------- | --------- | --------- |
| jednostka                         | osób   | %      | osób    | %       | osób      | %         |
| populacja                         | 2952   | 100    | 1478    | 50,07   | 1474      | 49,93     |
| gęstość zaludnienia (mieszk./km²) | 9,12   | 9,12   | 4,57    | 4,57    | 4,56      | 4,56      |

## Jednostki pomocnicze gminy
Sołectwa
Aleksiejówka, Białogóry, Białorzeczka, Białowierśnie, Budwieć, Daniłowce, Dworczysko, Frącki, Giby (sołectwa: Giby I i Giby II), Głęboki Bród, Iwanówka, Karolin, Konstantynówka, Krasne, Kukle, Okółek, Pogorzelec, Pomorze, Posejnele, Sarnetki, Stanowisko, Studziany Las, Tartaczysko, Wierśnie, Wysoki Most, Zelwa.

## Miejscowości gminy
Wsie
Aleksiejówka, Białogóry, Białorzeczka, Białowierśnie, Budwieć, Daniłowce, Dworczysko, Dziemianówka, Frącki, Gibasówka, Giby, Głęboki Bród, Gulbin, Iwanówka, Karolin, Konstantynówka, Krasne, Kukle, Okółek, Pogorzelec, Pomorze, Posejnele, Sarnetki, Stanowisko, Studziany Las, Tartaczysko, Wierśnie, Wysoki Most, Zelwa
Osady leśne
Baraki, Budwieć, Chylinki, Czarna Hańcza, Dworczysko, Giby (SIMC 0757476), Giby (SIMC 0757482), Głęboka Biel, Gulbin (SIMC 0757536), Gulbin (SIMC 0757542), Lipowo, Maćkowa Ruda, Muły (SIMC 0757401), Muły (SIMC 0757418), Pogorzelec, Posejnele, Rygol, Szlamy, Tatarczysko, Wielki Bór, Wierśnie, Wiłkokuk (SIMC 0757826), Wiłkokuk (SIMC 0757832), Wronie Góry
Części wsi
Adamowe Łączki, Budziewizna, Ciemny Las, Czarne Kąty, Dumbel, Gremzdówka, Hańcza, Kiecie, Kimsza, Konna Linia, Koszary, Krasne Borowe, Kszywasze, Lasanka-Morgi, Lasanka-Orzechowo, Łejmelowizna, Nadole, Nikolsk, Ostrów, Piecek, Pod Kaczan, Podgibki, Podlaski, Pokrowsk, Pomorze Małe, Pomorze Wielkie, Rybakówka, Sadek, Słoboda, Wierśnianka, Wiłkokuk (Zelwa), Wojtkiszki, Zaborek

## Sąsiednie gminy
Krasnopol, Nowinka, Płaska, Sejny. Gmina sąsiaduje z Białorusią i Litwą.

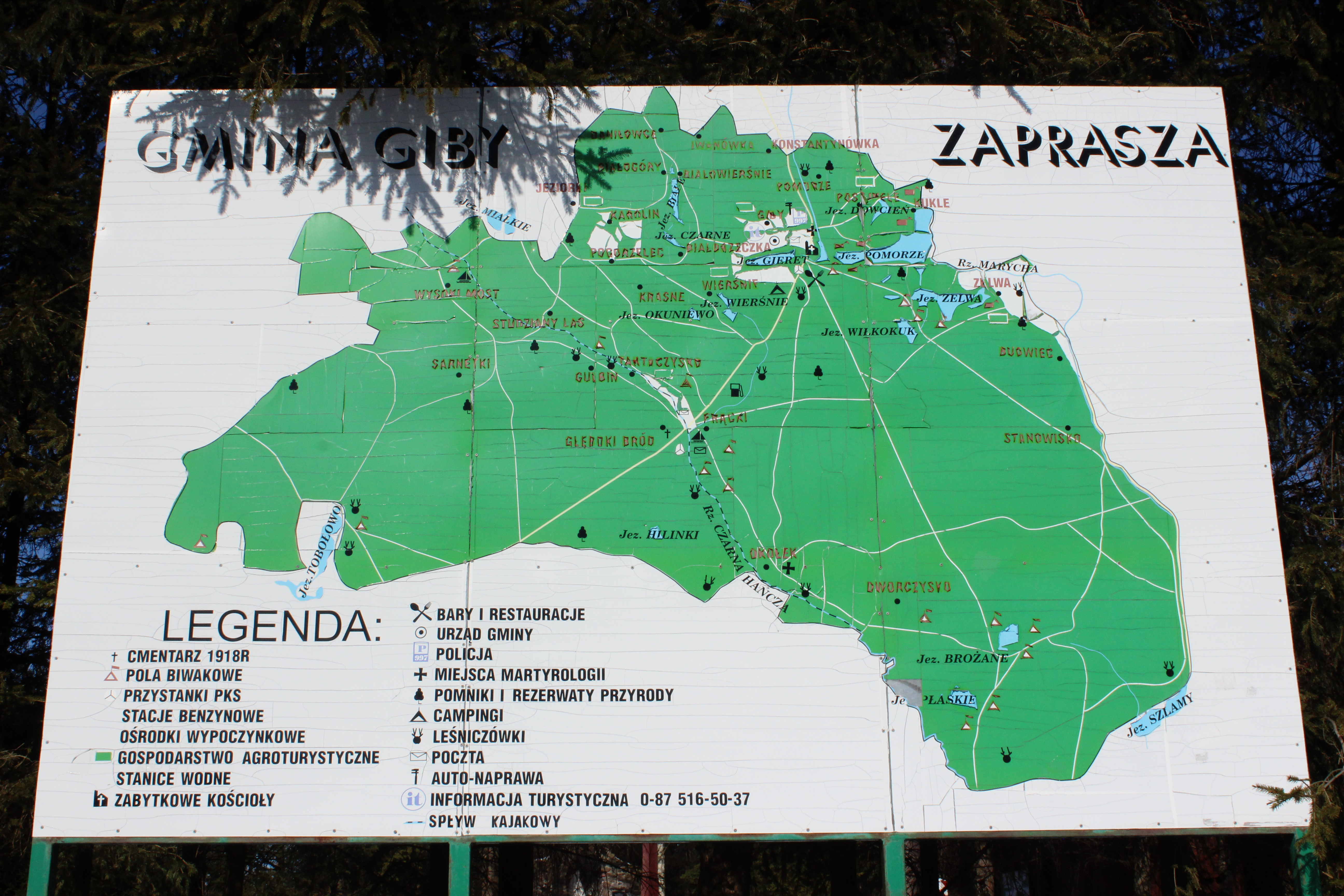
Mapa gminy w Gibach